# Williamson-Balfour Company
La Williamson-Balfour Company (o Williamson, Balfour and Company) fue una empresa chilena de propiedad escocesa. Su empresa sucesora, Williamson Balfour Motors S.A., es una filial de la empresa británica Inchcape plc.
La empresa fue fundada en Valparaíso en 1863 como filial de la naviera de Liverpool Balfour Williamson (fundada por los escoceses Alexander Balfour y Stephen Williamson). La empresa se dedicaba a la exportación de nitratos y lana a Inglaterra y más tarde a la costa oeste de Estados Unidos. La empresa se diversificó en ferrocarriles, petróleo, minerales y otras actividades.
Cuando el gobierno chileno anexó la Isla de Pascua en 1888, fue arrendada a Enrique Merlet, quien vendió su control a la Williamson-Balfour Company; ellos a su vez crearon una subsidiaria llamada Compañía Explotadora de la Isla de Pascua (CEDIP), que administraba la Isla de Pascua como una granja de ovejas. La empresa construyó un muro límite alrededor de Hanga Roa y estructuras de cría de ovejas. Durante el gobierno de la compañía y varios años después, la gente Rapa Nui estuvo confinada en Hanga Roa, de la que no se les permitió salir sin permiso.
En 1953, el gobierno chileno se negó a renovar su arrendamiento y transfirió la isla a la Armada de Chile y cesaron las operaciones de cría de ovejas. En 1966, los Rapa Nui de Isla de Pascua obtuvieron la ciudadanía chilena plena.
En Chile continental, la empresa operaba varios molinos harineros y participaba en la importación de maquinaria y otras actividades. En 1965, la empresa vendió sus operaciones de molienda y fue adquirida por el Banco de Londres y América del Sur (BOLSA). En 1972 BOLSA fue adquirida por Lloyds Bank, que en 1981 vendió las empresas Williamson-Balfour Company a Inchcape plc. A fines de la década de 1990, Inchcape decidió concentrarse en la distribución de motores, y las empresas no relacionadas con el motor, incluido Williamson Balfour Agrocomercial Ltda, se vendieron a Sigdo Koppers en 2000. Williamson Balfour Motors S.A. sigue siendo propiedad de Inchcape y ahora es el importador y distribuidor de BMW y Rolls-Royce Motor Cars en Chile.

### En inglés
- Diamond, Jared (2005) Collapse: How Societies Choose to Fail or Survive New York
- Fischer, S.R. (2007) Island at the End of the World ISBN 1-86189-282-9

- Datos: Q8021200